# Почётное революционное оружие

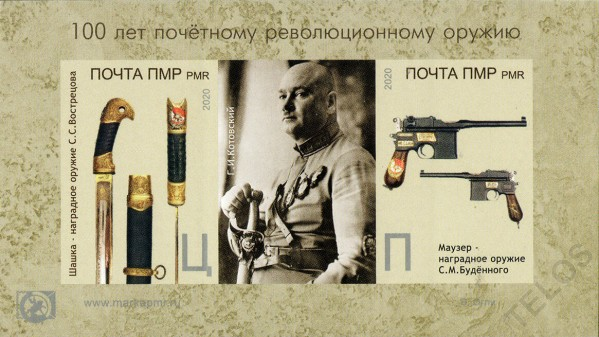
100 лет почётному революционному оружию. Почтовая марка Приднестровья. 2020 г.

Почётное революцио́нное ору́жие — особый вид награды в Красной Армии в 1919—1930 годах. Присуждалось ВЦИК и Реввоенсоветом Республики за особые боевые отличия, оказанные высшими начальствующими лицами в действующей армии.

## История

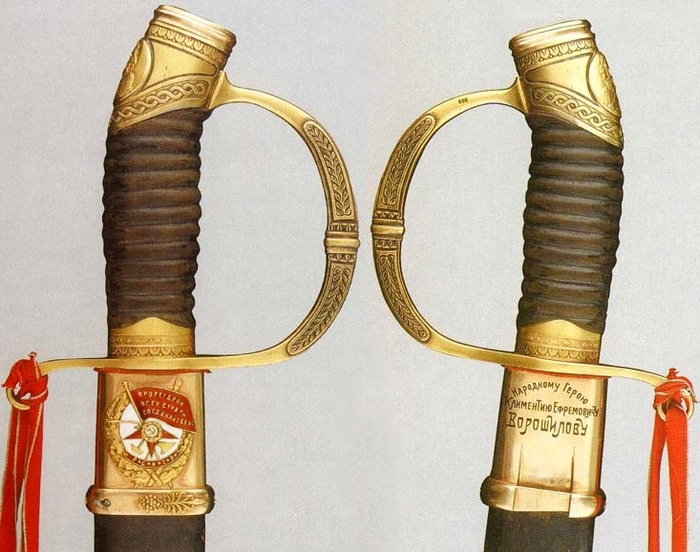
Почётное революционное оружие К. Е. Ворошилова.

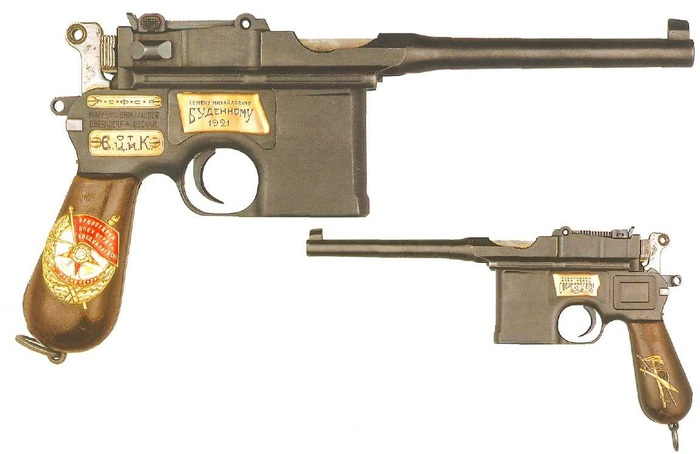
Наградной маузер С. М. Будённого.

Декретом ВЦИК от 8 апреля 1920 года было произведено узаконивание ряда награждений в 1919 году почётным революционным оружием. Постановлением Президиума ЦИК СССР от 12 декабря 1924 года в предыдущее постановление было добавлено награждение огнестрельным оружием.

## Виды почётного революционного оружия
- шашка (в ВМФ — кортик) с вызолоченным эфесом, с наложенным на эфес знаком ордена Красного Знамени[4].
- пистолет Маузер C-96, на рукояти которого прикрепляется знак ордена Красного Знамени и серебряная накладка с надписью: «честному воину Рабоче-Крестьянской Красной Армии (или флота) от Центрального Исполнительного Комитета Союза ССР 19.., года».

## Награждённые
Всего почётным революционным оружием с 1919 по 1930 год были награждены 23 человека (3 — и холодным, и огнестрельным).

### Холодным оружием
1. С. С. Каменев (8.08.1919) — за руководство операциями Восточного фронта весной и летом 1919 г.
2. В. И. Шорин (8.08.1919) — за бои против войск Колчака.
3. С. М. Будённый (20.11.1919) — за бои против войск Мамонтова и Шкуро.
4. М. Н. Тухачевский (17.12.1919) — за руководство армией при разгроме Колчака и освобождение Урала и Западной Сибири.
5. И. П. Уборевич (8.04.1920) — за руководство армией при разгроме войск Деникина и освобождение Северного Кавказа.
6. М. В. Фрунзе (25.11.1920) — за руководство операцией по разгрому войск Врангеля в Северной Таврии и Крыму.
7. К. Е. Ворошилов (25.11.1920) — за организацию и руководство (член РВС армии) 1-й Конной Армией.
8. Ф. К. Миронов (25.11.1920) — за операции против врангелевских войск в Крыму.
9. А. И. Корк (25.11.1920) — за взятие Перекопских и Юшуньских позиций и освобождение Крыма от врангелевских войск.
10. Н. Д. Каширин (25.11.1920) — за бои в Северной Таврии и за занятие города Керчь.
11. С. К. Тимошенко (28.11.1920) — за бои на польском фронте.
12. С. И. Гусев (1920) [6].
13. В. С. Нестерович (5.01.1921) — за бои в 1920 г.
14. Я. Ф. Балахонов (2.02.1921) — за разгром противника во время рейда в тыл врага в октябре 1920 г.
15. В. Л. Винников-Бессмертный (2.02.1921) — за успешный рейд в октябре 1920 г. по врангелевским тылам в Северной Таврии.
16. А. И. Егоров (17.02.1921) — за бои в 1919—1920 гг.
17. Е. С. Казанский (3.06.1921) — за командование Северной группой войск 7-й Армии при подавлении Кронштадтского мятежа 1921 г.
18. Г. И. Котовский (20.09.1921) — за участие в ликвидации «антоновщины».
19. В. Р. Розе (12.12.1921) — за участие в ликвидации Кронштадтского мятежа 1921 г.
20. Г. Д. Хаханьян (12.12.1921) — за участие в ликвидации Кронштадтского мятежа 1921 г.
21. И. С. Кутяков (28.04.1922) — за бои под Лбищенском и Янайским, разгром белоказачьей Уральской Армии (декабрь 1919 г. — начало января 1920 г.) и взятие г. Гурьева[7].
22. С. С. Вострецов (23.04.1930)[8] — за отличие при ликвидации конфликта на Китайско-Восточной железной дороге в 1929 году[9].
23. Н. В. Медведев[10].

### Огнестрельным оружием
Вручалось лицам, ранее награждённым шашкой с наложенным орденом Красного Знамени.
1. С. М. Будённый (5.01.1921) — за заслуги на фронтах Гражданской войны в должности командующего 1-й Конной Армией.
2. С. С. Каменев (5.01.1921) — за операции Красной Армии по разгрому войск белогвардейцев и интервентов[7].
3. Н. В. Медведев[10].